# Различие между натурфилософией Демокрита и натурфилософией Эпикура
Различие между натурфилософией Демокрита и натурфилософией Эпикура (нем. Differenz der demokritischen und epikureischen Naturphilosophie) — докторская диссертация Карла Маркса. Написана в 1839—1841 годах. Явилась важным этапом в формировании взглядов Маркса. Выступая в ней в целом с идеалистических, гегельянских позиций, он отстаивает в ней атеистические взгляды и принцип активного отношения философии к жизни. Актуальность диссертации заключалась в том, что Демокрит являлся таким же классиком древней философии, как Гегель — новейшей философии, Эпикур — последователь Демокрита, творчески развивший его учение, аналогично последователям Гегеля в новейшую эпоху. Таким образом, изучив эволюцию взглядов Эпикура по отношению к Демокриту, можно было предвидеть эволюцию взглядов гегельянцев по отношению к Гегелю.
В предисловии к ней указано важное значение таких направлений философской мысли древнего мира, как школа Эпикура, стоицизм и скептицизм и провозглашается воинствующий атеизм.

Эти системы составляют ключ к истинной истории греческой философии.

Философия…всегда будет заявлять — вместе с Эпикуром — своим противникам: «Нечестив не тот, кто отвергает богов толпы, а тот, кто присоединяется к мнению толпы о богах»…
Признание Прометея
По правде, всех богов я ненавижу, 

есть её собственное признание, её собственное изречение, направленное против всех небесных и земных богов.
Маркс даёт высокую оценку философии великих греческих атомистов Демокрита и Эпикура. В учении Эпикура о самопроизвольном отклонении атомов Маркс выявил элементы диалектики, рассматривая его как диалектический принцип самодвижения. 

Так, добро есть бегство от зла, а наслаждение есть уклонение от страдания.
Маркс высказывается за активную роль философии в процессе изменения неразумного мира, отстаивает принцип диалектического единства философии и жизни.

...в той мере, в какой мир становится философским, философия становится 
мирской, её осуществление есть вместе с тем её потеря.

Маркс отмечает, что 

Доказательства бытия бога представляют собой не что иное, как пустые тавтологии.
 В диссертации Маркс делает вывод, что вера в богов возникает на первой ступени в развитии человеческого сознания. Её порождает примитивный уровень мышления, не способного ещё понять и объяснить мир окружающих явлений и приписывающего ему поэтому сверхъестественные, иррациональные свойства.

для кого мир неразумен, кто поэтому сам неразумен, для того бог существует.